# Sous-district de Tibériade

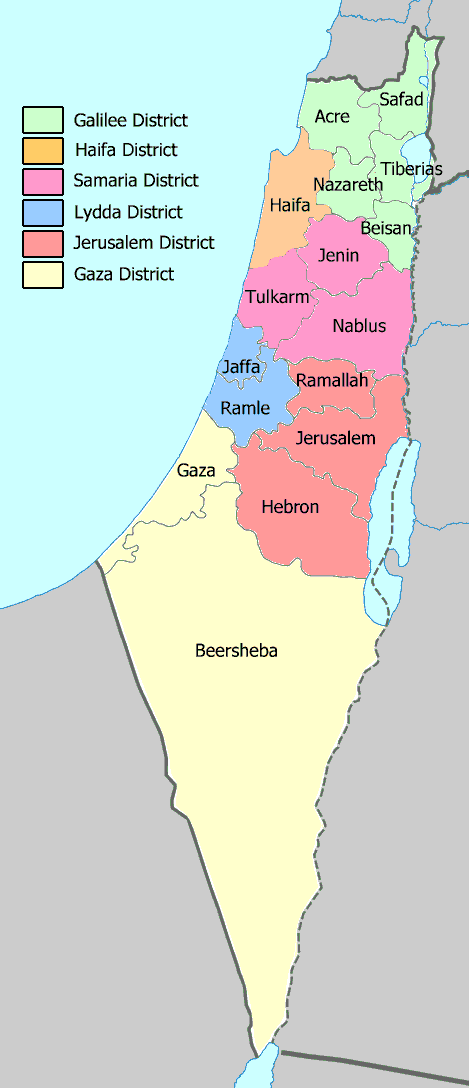
Les districts et sous-districts de la Palestine mandataire en 1945.

Le sous-district de Tibériade (anglais : Tiberias Subdistrict ; arabe : قضاء طبريا ; hébreu : נפת טבריה) était un sous-district de Palestine mandataire qui comprenait la ville de Tibériade et ses alentours.
En 1945, le sous-district fait partie du district de Galilée.
D'après le plan de partage de 1947, le sous-district de Tibériade doit être transféré à l'État juif. Après la guerre israélo-arabe de 1948-1949, de petites parties du territoire du sous-district au sud et à l'est de la mer de Galilée sont conquis par l'armée syrienne et deviennent un no man's land, tandis que la majeure partie du sous-district (près de 90 %) est intégrée au district nord d'Israël.

## Villes et villages dépeuplés
| - Awlam - al-Dalhamiyya - Ghuwayr Abu Shusha - Hadatha - al-Hamma - Hittin - Kafr Sabt - Lubya - Ma'dhar - al-Majdal - al-Manara - al-Manshiyya | - al-Mansura - Nasir ad-Din - Nimrin - al-Nuqayb - Samakh - al-Samakiyya - al-Samra - al-Shajara - Tabgha - Al-'Ubaydiyya - Wadi Hamam - Khirbat al-Wa'ra al-Sawda' - Yaquq |